# Arcidiocesi di Città del Capo
L'arcidiocesi di Città del Capo (in latino Archidioecesis Civitatis Capitis) è una sede metropolitana della Chiesa cattolica in Sudafrica. Nel 2023 contava 276.415 battezzati su 4.975.701 abitanti. La sede è vacante.

## Territorio
L'arcidiocesi comprende Città del Capo, dove si trova la cattedrale di Santa Maria della Fuga in Egitto.
Il territorio è suddiviso in 74 parrocchie.

## Storia
Il vicariato apostolico del Capo di Buona Speranza, di Madagascar e dei territori adiacenti fu eretto l'8 giugno 1818, prima circoscrizione ecclesiastica in Sudafrica, su territori che in precedenza appartenevano alla diocesi di São Tomé e Príncipe (costa a nord-ovest del Capo di Buona Speranza) e alla prelatura territoriale di Mozambico (oggi arcidiocesi di Maputo, costa a est del Capo di Buona Speranza). Già dal 1806 il territorio sudafricano era dipendente dal vicariato apostolico d'Inghilterra. Il vicariato apostolico aveva giurisdizione sulla Colonia del Capo e sul Madagascar, e su territori adiacenti non ben definiti.
Con due decisioni dell'11 marzo e del 4 aprile 1819 la Santa Sede definì ed estese i territori di competenza dei vicari apostolici, a cui furono assegnati anche Sant'Elena, Mauritius, le Seychelles e l'Australia. Sede del vicariato apostolico era la città di Port Louis sull'isola di Mauritius.
Il nuovo vicariato apostolico fu affidato ai benedettini inglesi. Il primo vicario apostolico, Edward Bede Slater, dell'abbazia di Ampleforth nello Yorkshire, non poté mettere piede in Sudafrica, per il divieto imposto dalle autorità britanniche alla presenza di vescovi cattolici nei propri domini. Tuttavia un prete cattolico irlandese, Patrick Scully, poté aprire nel 1820 la prima chiesa cattolica a Città del Capo, dando inizio alle missioni cattoliche in Sudafrica.
Tuttavia i primi anni della missione furono difficili; nel 1822 Patrick Scully dovette lasciare Città del Capo e la sparuta comunità cattolica, composta per lo più da militari irlandesi, rimase senza sacerdote per diversi anni. Nel 1826 arrivò un sacerdote olandese, Theodore Wagenaar, e l'anno successivo un benedettino di Ampleforth, Thomas Rishton. La missione fu nuovamente abbandonata dopo pochi mesi e si dovette aspettare il 1836 perché i cattolici del Capo potessero avere un nuovo sacerdote, il domenicano Thomas Morel.
Il 6 giugno 1837, con il breve Ex munere di papa Gregorio XVI, il vicariato apostolico fu diviso in due: il Capo di Buona Speranza e l'isola di Sant'Elena divennero un vicariato apostolico autonomo, distinto dal vicariato apostolico di Mauritius (oggi diocesi di Port-Louis), da cui dipendevano anche le Seychelles. Il domenicano irlandese Patrick Raymond Griffith fu il primo vicario apostolico che poté risiedere in Sudafrica.
Il 30 luglio 1847 il vicariato apostolico del Capo di Buona Speranza cedette una porzione del suo territorio a vantaggio dell'erezione del vicariato apostolico del Capo di Buona Speranza, Distretto orientale (oggi diocesi di Port Elizabeth) e contestualmente cambiò il proprio nome in vicariato apostolico del Capo di Buona Speranza, Distretto occidentale.
L'11 agosto 1874 cedette una porzione del suo territorio a vantaggio dell'erezione della prefettura apostolica del Capo di Buona Speranza, Distretto centrale (oggi diocesi di Oudtshoorn).
Il 9 aprile 1934 in virtù della bolla Quo spirituali di papa Pio XI incorporò l'isola di Sant'Elena che apparteneva al vicariato apostolico del Capo di Buona Speranza, distretto centrale e le isole di Ascensione e Tristan da Cunha che ancora non rientravano in nessuna circoscrizione ecclesiastica.
Il 13 giugno 1939 cambiò nome in favore di vicariato apostolico di Città del Capo.
L'11 gennaio 1951 il vicariato apostolico è stato elevato al rango di arcidiocesi metropolitana con la bolla Suprema Nobis di papa Pio XII.
Il 18 agosto 1986 ha ceduto una porzione del suo territorio a vantaggio dell'erezione della missione sui iuris di Sant'Elena, Ascensione e Tristan da Cunha.

## Cronotassi dei vescovi
Si omettono i periodi di sede vacante non superiori ai 2 anni o non storicamente accertati.
- Beato Patrick Raymond Griffith, O.P. † (8 giugno 1837 - 18 giugno 1862 deceduto)
- Beato Thomas Grimley † (19 giugno 1862 succeduto - 29 gennaio 1871 deceduto)
- Beato John Leonard † (1º ottobre 1872 - 19 febbraio 1908 deceduto)
- John Rooney † (19 febbraio 1908 succeduto - dicembre 1924 ritirato)
- Bernard Cornelius O'Riley † (15 luglio 1925 - 6 giugno 1932 dimesso)
- Franziskus Xaver Hennemann, S.A.C. † (30 giugno 1933 - 12 novembre 1949 dimesso)
- Owen McCann † (12 marzo 1950 - 20 ottobre 1984 ritirato)
- Stephen Naidoo, C.SS.R. † (20 ottobre 1984 - 1º luglio 1989 deceduto)
- Lawrence Patrick Henry † (7 luglio 1990 - 18 dicembre 2009 ritirato)
- Stephen Brislin (18 dicembre 2009 - 28 ottobre 2024 nominato arcivescovo di Johannesburg)
  - Stephen Brislin, dal 31 gennaio 2025 (amministratore apostolico)

## Statistiche
L'arcidiocesi nel 2023 su una popolazione di 4.975.701 persone contava 276.415 battezzati, corrispondenti al 5,6% del totale.
| anno | popolazione | popolazione | popolazione | presbiteri | presbiteri | presbiteri | presbiteri                | diaconi | religiosi | religiosi | parrocchie |
| anno | battezzati  | totale      | %           | numero     | secolari   | regolari   | battezzati per presbitero | diaconi | uomini    | donne     | parrocchie |
| ---- | ----------- | ----------- | ----------- | ---------- | ---------- | ---------- | ------------------------- | ------- | --------- | --------- | ---------- |
| 1950 | 33.464      | 762.000     | 4,4         | 80         | 40         | 40         | 418                       |         | 82        | 411       | 32         |
| 1959 | 55.039      | 913.922     | 6,0         | 90         | 41         | 49         | 611                       |         | 109       | 493       | 35         |
| 1970 | 96.343      | 1.120.500   | 8,6         | 144        | 73         | 71         | 669                       |         | 131       | 431       | 49         |
| 1980 | 141.780     | 2.678.000   | 5,3         | 124        | 61         | 63         | 1.143                     | 2       | 97        | 415       | 62         |
| 1990 | 192.000     | 2.304.000   | 8,3         | 112        | 53         | 59         | 1.714                     | 49      | 82        | 352       | 67         |
| 1999 | 191.900     | 3.679.375   | 5,2         | 124        | 65         | 59         | 1.547                     | 51      | 85        | 241       | 72         |
| 2000 | 193.810     | 3.734.564   | 5,2         | 122        | 62         | 60         | 1.588                     | 51      | 93        | 229       | 69         |
| 2001 | 196.717     | 3.790.581   | 5,2         | 119        | 59         | 60         | 1.653                     | 66      | 80        | 211       | 72         |
| 2002 | 198.684     | 3.846.457   | 5,2         | 125        | 63         | 62         | 1.589                     | 62      | 88        | 260       | 72         |
| 2003 | 200.670     | 3.921.397   | 5,1         | 127        | 68         | 59         | 1.580                     | 58      | 93        | 260       | 73         |
| 2004 | 205.679     | 3.539.306   | 5,8         | 120        | 60         | 60         | 1.713                     | 57      | 94        | 252       | 72         |
| 2006 | 213.677     | 2.682.000   | 8,0         | 117        | 63         | 54         | 1.826                     | 61      | 94        | 217       | 72         |
| 2013 | 234.000     | 2.875.000   | 8,1         | 124        | 67         | 57         | 1.887                     | 59      | 93        | 167       | 72         |
| 2016 | 248.847     | 4.321.101   | 5,8         | 127        | 71         | 56         | 1.959                     | 52      | 67        | 159       | 75         |
| 2019 | 260.436     | 4.626.198   | 5,6         | 134        | 68         | 66         | 1.943                     | 50      | 78        | 136       | 75         |
| 2021 | 268.307     | 4.741.156   | 5,7         | 127        | 66         | 61         | 2.112                     | 45      | 70        | 143       | 73         |
| 2023 | 276.415     | 4.975.701   | 5,6         | 132        | 72         | 60         | 2.094                     | 43      | 68        | 129       | 74         |